# Burcard I de Suàbia
Burcard I (855 /860 - 5 o 23 de novembre de 911) fou duc de Suàbia de 909 fins a la seva mort i marcgravi de Rècia i comte de Turgòvia i de Bar. Estava casat amb Lutgarda de Saxònia. Era el fill del comte Albert II de Turgòvia.
El 900 Burhard era ja el més poderós noble de Suàbia. El 904, era administrador del país i de l'abadia de Lorsch a Suàbia. Va succeir, cap al 909, a Rodolf (membre de la casa dels Welfs) en tant que dux o marchio (duc o marcgravi) de la Raetia Secunda (regió fronterera de la Rècia). Burcard va entrar en conflicte amb el comte palatí Erchanger i el bisbe de Constança Salomó III que eren tot dos lleials al rei Conrad I d'Alemanya. Burcard va ser capturat i acusat d'alta traïció. Va ser jutjat culpable davant el consell tribal i va ser executat junt amb el seu germà Adalbert III de Turgòvia. El seu fill, Burcard, amb la seva esposa, Regelinda, van trobar exili a Itàlia. Van perdre per això el seu domini bé que més tard se'ls va tornar de nou. El segon fill de Burcard I, Odalric, morirà jove.
El domini de Suàbia, en relació als altres ducats arrel, estava altament desorganitzat en l'època de Burcard I i no era duc en el mateix sentit que els seus successors. És sovint dit així per tal de distingir-lo com sent en aquesta època l'home més influent en el ducat i el precursor de tots els altres ducs. El verdader primer duc de Suàbia fou en realitat Erchanger, proclamat duc per la noblesa, però no pas pel rei, el 915.
Sovint el seu net Burcard III de Suàbia és considerat el pare de Dedi de Hassegau, i per això Burcard I és de vegades considerat com l'ascendent de la casa de Wettin.
| 909 | 909       | 911       | 911 | 915 | 915       | 917       | 917        | 926        | 926      | 950      | 950    | 954    | 954         | 973         | 973   | 982   | 982      | 997      | 997 |
|     | Burcard I | Burcard I | —   | —   | Erchanger | Erchanger | Burcard II | Burcard II | Herman I | Herman I | Ludolf | Ludolf | Burcard III | Burcard III | Otó I | Otó I | Conrad I | Conrad I |     |

| 997 | 997       | 1003      | 1003       | 1012       | 1012     | 1015     | 1015      | 1030      | 1030      | 1038      | 1038      | 1045      | 1045   | 1048   | 1048    | 1057    | 1057   | 1079   | 1079 |
|     | Herman II | Herman II | Herman III | Herman III | Ernest I | Ernest I | Ernest II | Ernest II | Herman IV | Herman IV | Enric III | Enric III | Otó II | Otó II | Otó III | Otó III | Rodolf | Rodolf |      |

| 1079 | 1079       | 1105       | 1105        | 1147        | 1147         | 1152         | 1152        | 1167        | 1167       | 1170       | 1170 |
|      | Frederic I | Frederic I | Frederic II | Frederic II | Frederic III | Frederic III | Frederic IV | Frederic IV | Frederic V | Frederic V |      |

| 1170 | 1170        | 1191        | 1191      | 1196      | 1196    | 1208    | 1208   | 1212   | 1212         | 1216         | 1216     | 1235     | 1235      | 1254      | 1254     | 1268     | 1268 |
|      | Frederic VI | Frederic VI | Conrad II | Conrad II | Felip I | Felip I | Otó IV | Otó IV | Frederic VII | Frederic VII | Enric II | Enric II | Conrad IV | Conrad IV | Conrad V | Conrad V |      |

| #90cfcf Bucàrdides (blau fosc) — | #afffff Otonians (blau clar) — | #90ee90 Conradians (verd clar) — | #bfcf90 Babenberg (verd fosc) — | #ffff90 Hohenstaufen (groc) |